# Trifolium tomentosum
La siempreviva (Trifolium tomentosum) es una especie herbácea que se desarrolla en climas mediterráneos,  tropicales, y en el sur de África.

## Identificación
T. tomentosum L. es una especie anual. 
Se caracteriza por tener un cáliz acrescente, globoso y piloso en fructificación, siendo el resto de la planta glabra. Tiene una raíz principal con un sistema radicular muy ramificado. El tallo está ramificado desde la base, decumbente o erecto; y alcanza una altura entre 5 y 20 cm.
La hoja es peciolada, con estípulas muy pequeñas y membranosas. Está dividida en tres foliolos, que tienen forma elíptica y con el borde dentado. Las inflorescencias son capítulos, contienen flores rosadas de corola papilionácea. Las semillas son amarillas, de 1 a 2 mm de tamaño.

## Condiciones óptimas para su desarrollo
Las condiciones ambientales que deben de darse para que el crecimiento de T. tomentosum sea el óptimo serán:
- Temperaturas máximas y mínimas: 22 y 12 °C respectivamente.
- Pluviometría máxima y mínima: 700 y 500 mm respectivamente.

Las condiciones edafológicas más importantes que debe de haber para que complete el ciclo T. tomentosum deben ser: pH óptimo de 6.5; y saber que tolera suelos salinos.

## Interés forrajero
Trifolium tomentosum es una especie forrajera que no se cultiva para alimentar al ganado, ya que existen otras especies más aptas por tener mejores valores nutricionales. Aparece de forma natural en pastos en las zonas de umbría y es pastado a diente por el ganado.
Si se decidiese utilizar esta especie forrajera en algún cultivo sería si las condiciones edafológicas no fuesen aptas para cultivos de otras especies forrajeras más usadas, como altos valores de salinidad y tendencia del suelo al encharcamiento.
Esta especie es una buena indicadora de zonas aptas para cultivos de especies tolerantes a suelos salinos como Medicago polymorpha y Trifolium resupinatum.

## Variedades botánicas
Trifolium tomentosum L.  var.curvisepalum (Tackh.) Thibaut
Trifolium tomentosum L. var. tomentosum.

## Taxonomía
Trifolium tomentosum fue descrita por  Carlos Linneo y publicado en Species Plantarum 2: 771–772. 1753.
Citología
Número de cromosomas de Trifolium tomentosum (Fam. Leguminosae) y táxones infraespecíficos: 2n=16
Etimología
Trifolium: nombre genérico derivado del latín que significa "con tres hojas".
tomentosum: epíteto latino que significa "peludo".
Sinonimia
- Amoria tomentosa (L.) Roskov
- Galearia tomentosa (L.) C.Presl
- Trifolium curvisepalum Tackh.
- Trifolium resupinatum subsp. tomentosum (L.) Gibelli & Belli[5]
- Trifolium hebraeum Bobrov[6]

## Nombre común
- Castellano: siempreviva, trèbol siempreviva, trébol, trébol siempreviva.[6]